# Mateusz Wieczorek
Mateusz Wieczorek (* 30. Mai 1989 in Bystrzyca Kłodzka) ist ein polnischer Biathlet.
Mateusz Wieczorek ist Student und lebt in Bystrzyca Kłodzka. Er startet für KS AZS AWF Katowize und wird von Mikolaj Panitkin trainiert. Mit dem Biathlonsport begann er 2004. Im Rahmen der Sommerbiathlon-Europameisterschaften 2010 in Osrblie nahm er an seiner ersten internationalen Meisterschaft im Biathlon teil. In den Einzelrennen wurde er zunächst bei den Junioren eingesetzt. Im Sprint wurde er 18. und hatte dabei vor allem mit nur drei Schießfehlern eine gute Leistung gezeigt. Im Verfolgungsrennen fiel er auf Platz 25 zurück. Eine bessere Platzierung vergab er beim letzten Schießen, wo er alle fünf Schuss nicht ins Ziel brachte und insgesamt zehn von 20 Schuss nicht traf. Für das Rennen in der Mixed-Staffel wurde Wieczorek zu den Senioren geholt. Mit Maria Bukowska, Katarzyna Leja und Tomasz Puda wurde er als Schlussläufer Sechster und zeigte mit nur einem Fehler eine sehr gute Schießleistung.